# خیابان شانس (فیلم ۱۹۳۰)
خیابان شانس (انگلیسی: Street of Chance) فیلمی در ژانر جنایی-درام به کارگردانی جان کرامول محصول سال ۱۹۳۰ کشور ایالات متحده آمریکا است.

## بازیگران
- ویلیام پاول در نقش John D. Marsden
- جین آرتور در نقش Judith Marsden
- کی فرانسیس در نقش Alma Marsden
- رجیس تومی در نقش "Babe" Marsden
- استنلی فیلدز در نقش Dorgan
- بروکس بندیکت در نقش Al Mastick
- بتی فرانسیسکو در نقش Mrs. Mastick
- جان ریسو در نقش Tony
- جوون استندینگ در نقش Miss Abrams
- موریس بلک در نقش Nick
- اروینگ بیکن در نقش Harry
- جان کرامول در نقش Imbrie (در عنوان‌بندی نیامده)
- گوردون دی مین